# کارمن لوزانو
کارمن لوزانو (اسپانیایی: Carmen Lozano‎؛ ۱۹۳۰ – ۲۰۰۹) هنرپیشه فیلم و تلویزیون اهل اسپانیا بود. او دختر هنرپیشه مرسدس مونیوز سامپدرو بود.